# Äspnäs
Äspnäs är en by som ligger i Ströms socken 2½ mil nordnordväst om Strömsund vid Ströms Vattudal i norra Jämtland.
Äspnäs var länge den nordligaste utposten i landskapet Jämtland. Långt in på 1700-talet beskrevs byn som liggande "opp under fjället". Äspnäs var helt säkert bebodd före digerdöden (omkring 1350).

## Namnet
Bynamnet kommer av trädet asp i formen "espe", ett utdött fornnordiskt ord som betyder asp-dunge, och det geografiska begreppet näs. Stavningsformer genom åren, kronologiskt från 1500-talet och framåt, är: Espenäs, Aspenäs, Aspnäs, Espnäs, Äspnäs.